# Penepodium foeniforme
Penepodium foeniforme är en biart som först beskrevs av Perty 1833.  Penepodium foeniforme ingår i släktet Penepodium och familjen grävsteklar. Inga underarter finns listade i Catalogue of Life.